# Нердвинское сельское поселение
Нердвинское се́льское поселе́ние — муниципальное образование в Карагайском районе Пермского края Российской Федерации.
Административный центр — село Нердва.

## История
Статус и границы сельского поселения установлены Законом Пермской области от 1 декабря 2004 года № 1876-406 «Об утверждении границ и о наделении статусом муниципальных образований Карагайского района Пермского края»

## Население
| 2010  | 2012  | 2013  | 2014  | 2015  | 2016  | 2017  |
| ----- | ----- | ----- | ----- | ----- | ----- | ----- |
| 2476  | ↘2321 | ↘2249 | ↘2192 | ↘2173 | ↘2140 | ↘2105 |
| 2018  | 2019  | 2020  |       |       |       |       |
| ↘2048 | ↘2027 | ↘1990 |       |       |       |       |

## Состав сельского поселения
| №  | Населённый пункт | Тип населённого пункта       | Население |
| -- | ---------------- | ---------------------------- | --------- |
| 1  | Бажино           | деревня                      | 2         |
| 2  | Быстрята         | деревня                      | 7         |
| 3  | Ванево           | деревня                      | 3         |
| 4  | Ванькино         | деревня                      | 0         |
| 5  | Грудная          | деревня                      | 70        |
| 6  | Денисята         | деревня                      | 0         |
| 7  | Детлята          | деревня                      | 16        |
| 8  | Доронево         | деревня                      | 19        |
| 9  | Зотичи           | деревня                      | 8         |
| 10 | Ионино           | деревня                      | 0         |
| 11 | Кайгородово      | деревня                      | 0         |
| 12 | Кормино          | деревня                      | 5         |
| 13 | Левино           | деревня                      | 139       |
| 14 | Лысехино         | деревня                      | 5         |
| 15 | Лямкино          | деревня                      | 38        |
| 16 | Макарово         | деревня                      | 0         |
| 17 | Микишево         | деревня                      | 4         |
| 18 | Нердва           | село, административный центр | 1025      |
| 19 | Новоодинцово     | деревня                      | 15        |
| 20 | Новоселово       | деревня                      | 8         |
| 21 | Новый Посёлок    | деревня                      | 27        |
| 22 | Одинцово         | деревня                      | 22        |
| 23 | Пирогово         | деревня                      | 0         |
| 24 | Подюково         | деревня                      | 43        |
| 25 | Прокино          | деревня                      | 118       |
| 26 | Пролетарский     | посёлок                      | 26        |
| 27 | Рачево           | деревня                      | 81        |
| 28 | Савино           | деревня                      | 4         |
| 29 | Сенево           | деревня                      | 11        |
| 30 | Сивково          | деревня                      | 4         |
| 31 | Сидорово         | деревня                      | 0         |
| 32 | Силкино          | деревня                      | 0         |
| 33 | Сопино           | деревня                      | 53        |
| 34 | Старая Пашня     | деревня                      | 167       |
| 35 | Старый Посад     | деревня                      | 124       |
| 36 | Тарасово         | деревня                      | 0         |
| 37 | Тобольская       | деревня                      | 39        |
| 38 | Фарино           | деревня                      | 7         |
| 39 | Филина           | деревня                      | 20        |
| 40 | Челва            | деревня                      | 25        |
| 41 | Черепаново       | деревня                      | 6         |
| 42 | Шумиха           | посёлок                      | 18        |
| 43 | Юрич             | село                         | 317       |

## Официальные символы
Флаг Нердвинского сельского поселения был утверждён 14 июля 2011 года и внесён в Государственный геральдический регистр Российской Федерации с присвоением регистрационного номера 7276.
Флаг представляет собой: «Прямоугольное полотнище с отношением ширины к длине 2:3, разделённое по горизонтали на две равные части — голубую и зелёную и несущее в центре изображение золотой восьмиконечной звезды из герба поселения».
Геральдическое описание герба гласит: «В пересечённом лазурью и зеленью поле золотая звезда из ивовых листьев о восьми лучах, из которых косвенные — меньше».
Формат описания флага и герба был утверждён отдельным решением Совета депутатов Нердвинского сельского поселения от 14 июня 2011 года № 1/29 «Об утверждении формата герба и флага Нердвинского сельского поселения». Текст решения гласил: Утвердить формат герба и флага. Описание: «В пересечении лазорево-зелёного поля заложена восьмиконечная звезда, составленная из ивовых листьев».
«Нердва» — в переводе с коми-пермяцкого — «ивовая вода». Основная фигура флага — составленная из золотых ивовых листьев восьмиконечная звезда — символ плодородия, роста и обновления, символизирует сельскохозяйственную направленность развития территории.
Голубой цвет (лазурь) — символ истины, чести и добродетели, чистого неба и водных просторов.
Зелёный цвет — символ обновления, развития, жизни.
Жёлтый цвет (золото) — символ богатства, достатка, воли, постоянства.